# Льянос-де-Мохос

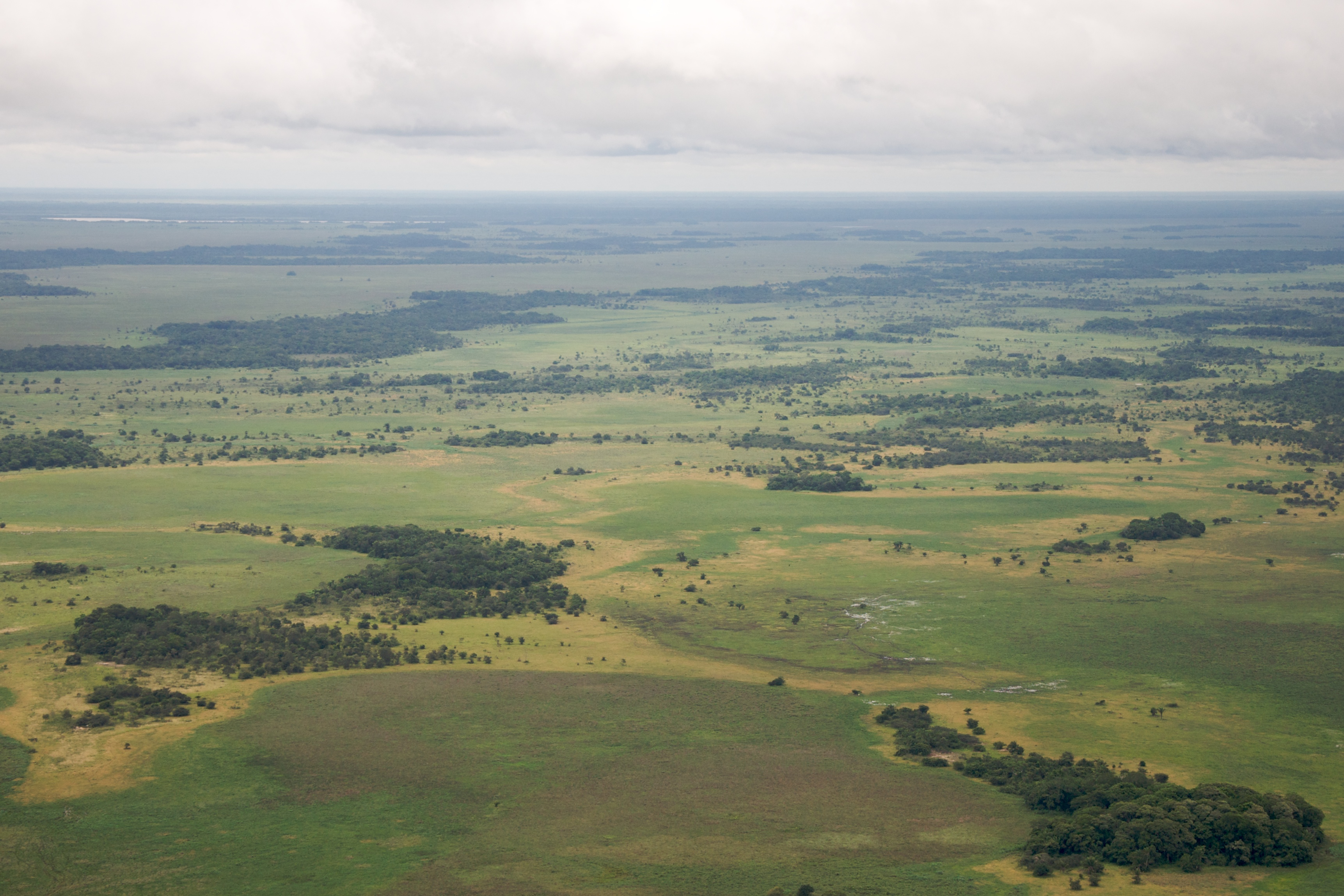
Льянос-де-Мохос в департаменті Бені

Льянос-де-Мохос (ісп. Llanos de Moxos) — заплавна савана площею приблизно 110 000 км² на півночі Болівії. 
Розташована переважно в департаменті Бені; та частково в департаментах Кочабамба, Ла-Пас, Пандо і Санта-Крус.
Льянос-де-Моксос оточений вологими тропічними лісами: південно-західні вологі ліси Амазонки на півночі, заході та півдні та вологі ліси Мадейра-Тапажос на сході. 
Назва походить від індіанців групи мохо, яка оселилася тут в XVII столітті.
Район розташований на південному заході басейну Амазонки. 
Рівнину перетинають численні річки, що стікають зі східного схилу Анд. 
Невелика різниця у висоті саван у поєднанні з опадами в сезон дощів і таненням снігу в Андах призводить до того , що до половини території країни регулярно затоплюється.
Рівнина не є ідеальною територією для поселення, оскільки ґрунт бідний на поживні речовини, а великі території Льянос-де-Мохос знаходяться під водою під час сезону дощів.

## Клімат
Клімат Льянос-де-Мохос тропічний з чітко вираженими дощовими та сухими сезонами. 
Сезон дощів зазвичай триває з грудня по травень, а річна кількість опадів коливається від 1300 мм на сході до 2000 мм на заході.

## Флора
Екорегіон складається із саван і водно-болотних угідь з островами лісів та галерейними лісами вздовж річок. Важливими екологічними факторами є повені та лісові та польові пожежі.

## Фауна
У цьому екорегіоні мешкає ара синьогорлий, який перебуває під загрозою зникнення ..

## Розкопки
Льянос-де-Мохос був місцем для доколумбового сільського господарства і, ймовірно був раннім центром одомашнення рослин. 
Мешканці побудували сільськогосподарські земляні споруди: піднесені поля, греблі, канали та близько 4700 курганів на площі 50 000 км². 
Будівництво тривало приблизно з 8850 року до нашої ери приблизно до 1450 року нашої ери. 
Вирощування містило маніок приблизно з 8350 року до нашої ери, гарбуз приблизно з 8250 року до нашої ери та кукурудзу приблизно з 4850 року до нашої ери. 
Декілька домашніх культур, а саме: маніок, гарбуз, арахіс, деякі сорти чилі та деякі боби, генетично дуже близькі до диких видів, що зустрічаються у Льянос-де-Мохос, що свідчить про те, що вони були там одомашнені. 
 
Люди виготовляли прикрашену кераміку, ткали бавовняну тканину, а в деяких місцях ховали своїх померлих у великих урнах.
Хоча європейці прибули до Південної Америки наприкінці XV століття, вони почали заселення Льянос-де-Мохос лише наприкінці XVII століття. 
Місії, засновані єзуїтськими місіонерами в XVII і XVIII століттях, стали багатьма сучасними містами в регіоні.
З 1950-х років скотарство стало найважливішою галуззю, і ранчо домінують у ландшафті.